# Selfors kyrka
Selfors kyrka, egentligen Vår Frelsers kirke, är en katolsk kyrka från 1971 i Selfors i Tromsø stift, i Rana kommun, Nordland fylke i Norge.
Kyrkan är byggd av betong, glas och trä i funktionalistisk stil och rymmer 200 personer. 15 augusti 1971 invigdes kyrkan av biskop Johannes Wember.
Altartavlan är 9,25 meter bred och 3,65 meter hög och målad direkt på väggen av konstnären Everild Feeny från Liverpool i  England. Tavlan är målad under 8 dagar i april 1971.
Kyrkbygget initierades i samband med anläggningen av ett järnverk i Mo i Rana med många utländska gästarbetare.
Från 1978 till 2012 nyttjades kyrkan förutom av Katolska kyrkan även  av Norska kyrkan.